# Кулешин, Василий (дьяк)
Василий Кулешин — русский дьяк, дипломат.

## Биография
В 1490 году ездил с посольством Траханиота к императору Максимилиану для заключения договора, направленного против Польши, и по делу о сватовстве императора к дочери Ивана III. В 1491 году был послан в пострадавший от пожара Владимир, где руководил восстановлением Владимирского кремля. В 1495 году Кулешин сопровождал дочь Ивана Елену в Вильно (ныне — Вильнюс), а через 5 лет ездил туда же с требованием от имени Ивана, чтобы великий князь Александр не принуждал Елену к переходу в католичество.